# Бенедикт Пустельник
Бенедикт Пустельник (Святий Бенедикт або Святий Бенядик; словац. Svätý Benedikt pustovník, svätý Benedikt, svätý Beňadik; помер у 1034) — святий (день пам'яті — 17 липня), перший словацький мученик, учень святого Сворада і заступник Нітрянської єпархії.

## Життєпис

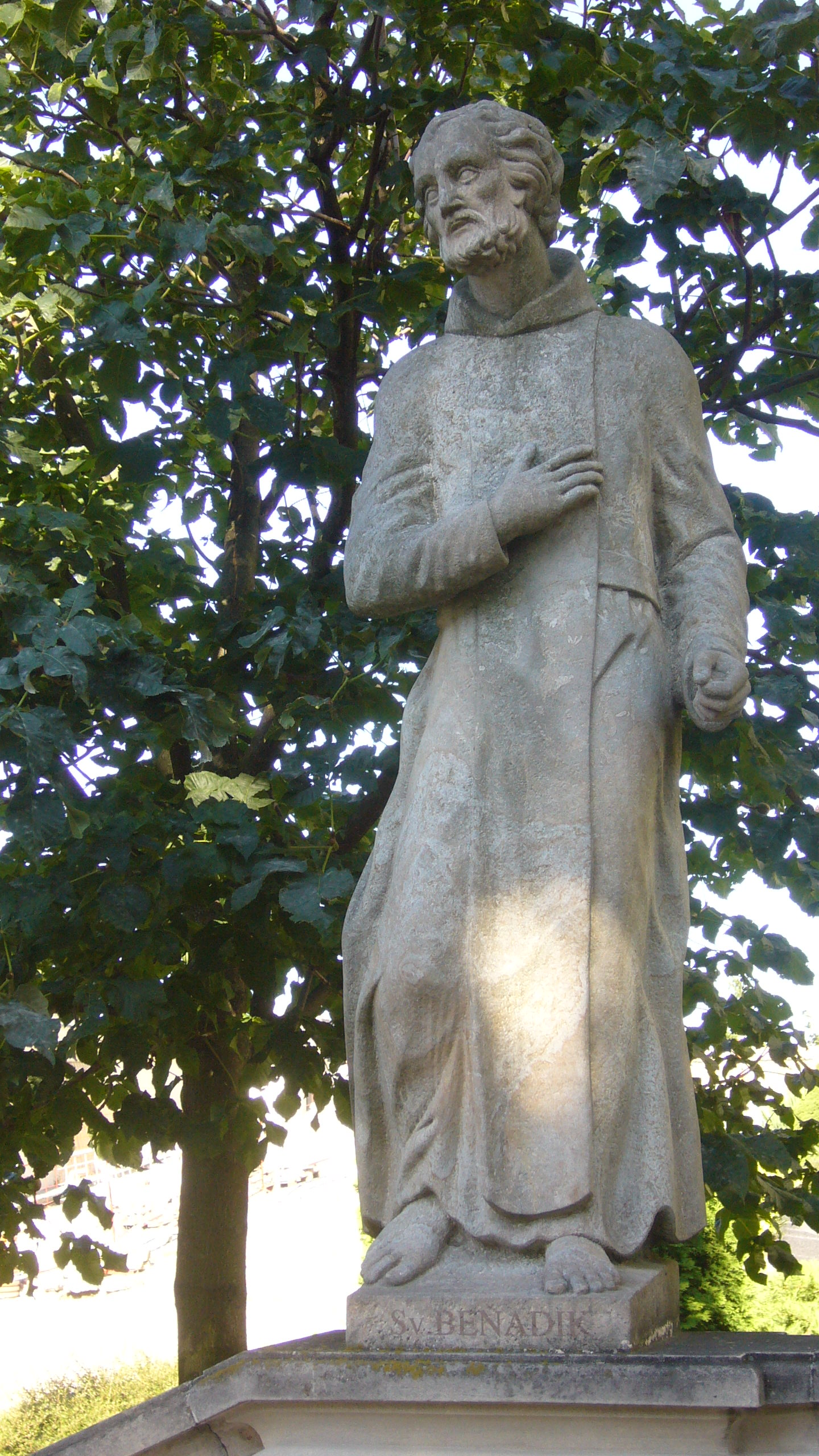
Пам'ятник святого Бенедикта в Нітрі

Про життя Бенедикта відомо з Легенди про пустельників Сворада-Андрія і Бенедикта, написаної поетом і письменником Мавром, які жили на території сучасної Словаччини в XI столітті.
Бенедикт спочатку проживав у Зоборському монастирі, а пізніше відлюдником у печері в Качалку-при-Тренчині, де 1034 року помер від травм, завданих йому розбійниками. Його мертве тіло розбійники кинули в річку Ваг. У Легенді зазначено, що після його смерті на берег річки великий орел прилітав. Тому сплавники плотів, які пропливали по річці Ваг поруч з цим місцем, стали вважати Бенедикта своїм заступником та захисником. 1224 року нітрянський єпископ Якоб заснував на цьому місці на честь святого Бенедикта бенедиктинський монастир.
Бенедикт був зарахований до лику святих 1083 року папою Григорієм VII завдяки старанням угорського короля Ласло I.
Пам'ять святих Андрія-Сворада і Бенедикта з літургійного календаря католицької церкви відзначається в Словаччині 17 липня.
Храми на честь святих Андрія-Сворада і Бенедикта можна зустріти в Кісуцькому Лісківці, Нітрі, Радуостці і Качалці-на-Вазі.